# مارشا دافنبورت
مارشا دافنبورت (بالإنجليزية: Marcia Davenport)‏ (9 يونيو 1903 - 16 يناير 1996، مونتيري في الولايات المتحدة)؛ صحفية، كاتِبة وروائية أمريكية.

## روابط خارجية
- مارشا دافنبورت على موقع ديسكوغز (الإنجليزية)